# Helgopriset

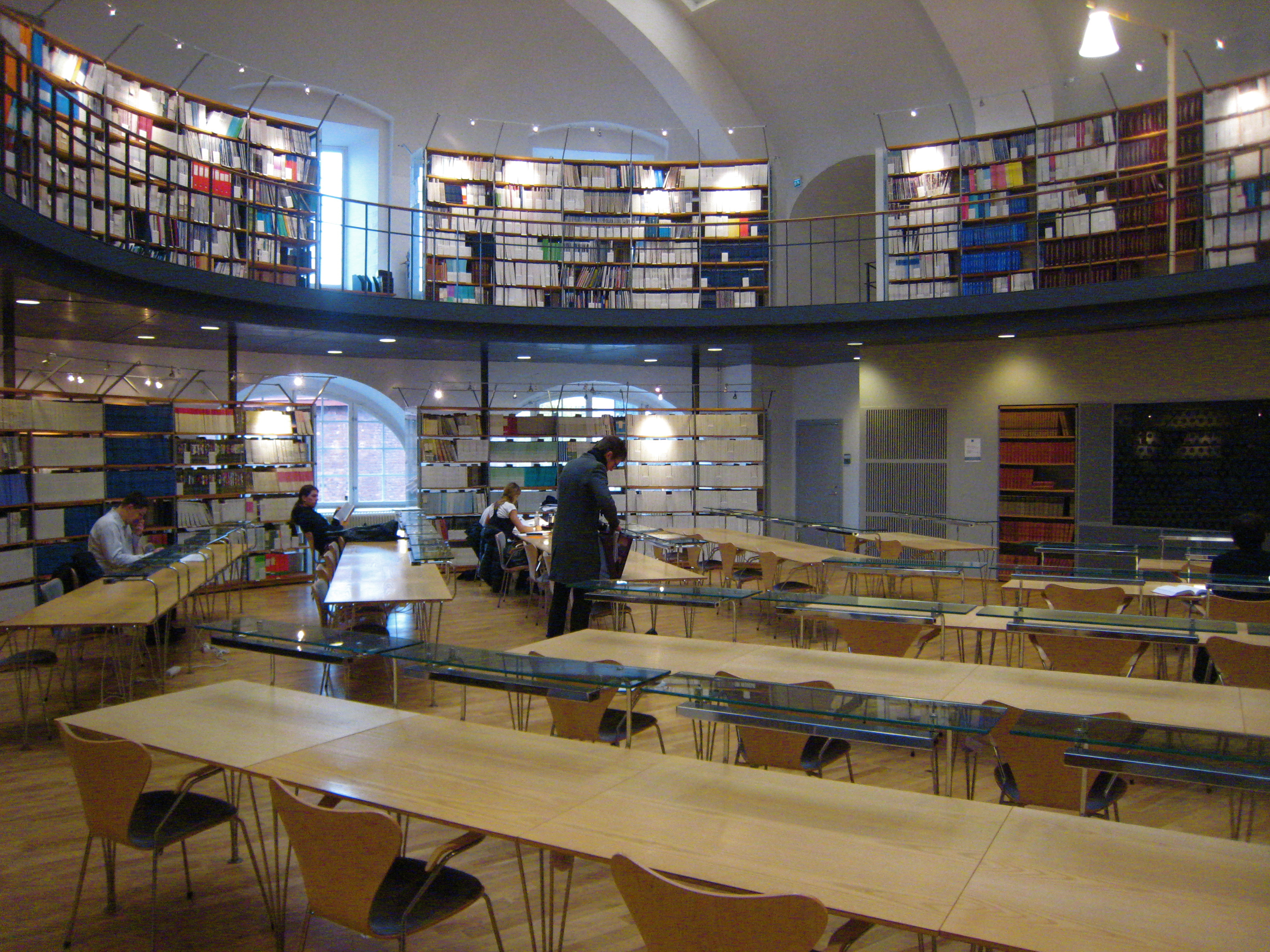
Kungliga Tekniska högskolans bibliotek

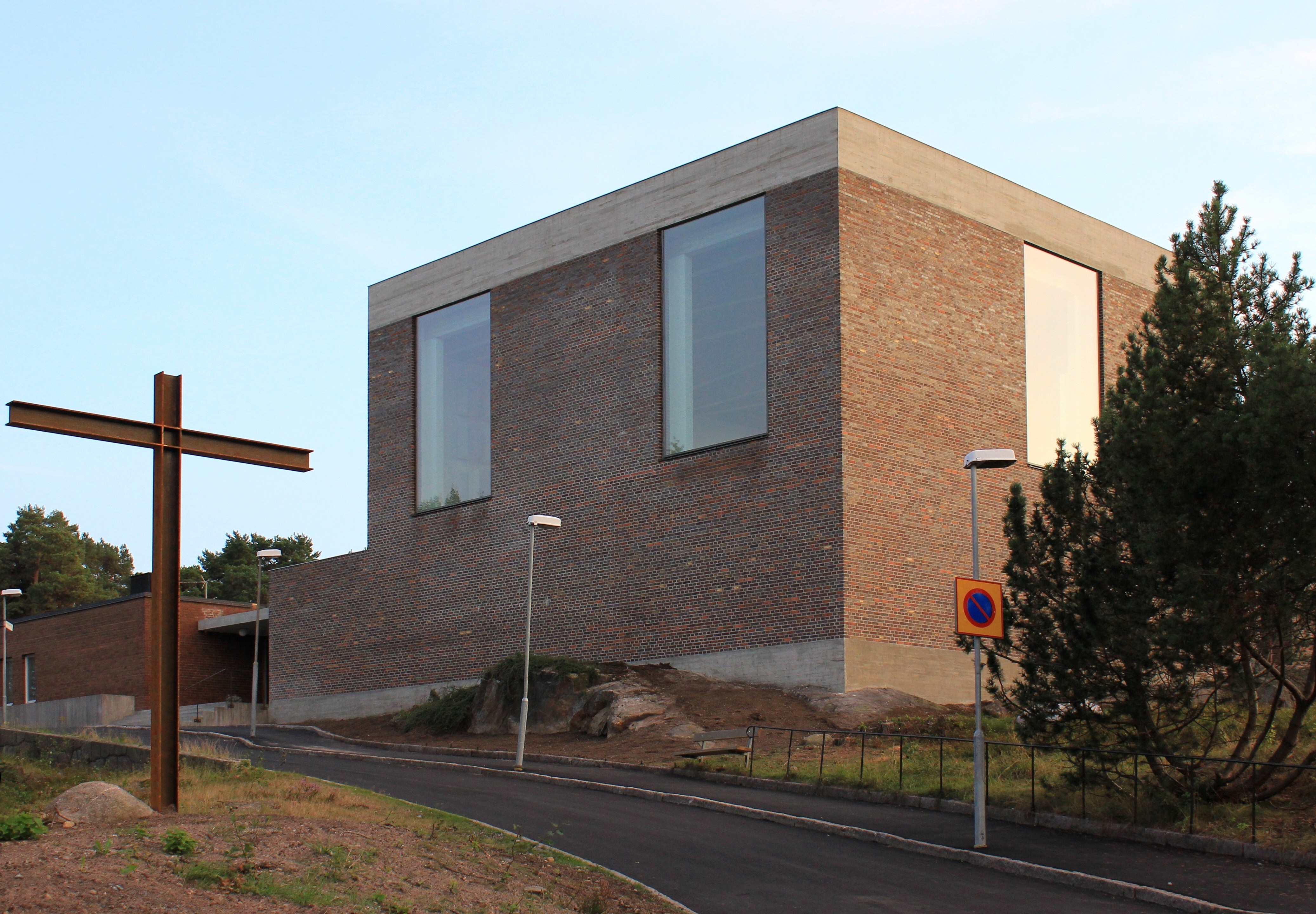
Årsta kyrka

Helgopriset är Statens fastighetsverks arkitekturpris för bästa restaurering eller komplettering av äldre byggnadsverk.
Priset, som uppkallats efter restauratören Helgo Zetterwall, delas ut i ett ojämnt intervall sedan starten 1996. Det ges "till en nyligen genomförd arkitektoniskt förtjänstfull restaurering, komplettering, ombyggnad och/eller tillbyggnad av äldre byggnadsverk, där bearbetningen och tillägg tillvaratar, utvecklar eller tillför arkitektoniska kvaliteter till en god helhet med bevarande av byggnadsverkets kulturhistoriska värde." 
Priset utgörs av en plakett, som fästs på byggnaden, samt en prissumma på 150 000 kronor som fördelas av en jury mellan arkitekt och företrädare för beställaren. Den skall användas för exempelvis studier eller resa för utveckling av kunskap inom området.

## Tidigare pristagare
- 1996, Alnarp ladugård
- 2001, Tillbyggnad av Göteborgs konserthus
- 2004, Kungliga Tekniska högskolans bibliotek, Stockholm
- 2008, Östra magasinet på Katrinetorps gård, Malmö
- 2013, Årsta kyrka,[1] Stockholm
- 2018, Göteborgs rådhus, Göteborg[2]
- 2023, Kulturhuset Stockholm, Stockholm[3]